# Ho King Chi King
Ho King Chi King (chinesisch 何敬之 / 何敬之, Pinyin Hé Jìngzhī, Jyutping Ho4 Ging3zi1; * 13. März 1982) ist ein hongkong-chinesischer Eishockeytorwart, der seit 2022 erneut für die Kowloon Warriors in der Hong Kong Ice Hockey League spielt.

## Karriere
Ho King Chi King begann seine Karriere als Eishockeytorwart bei den Kowloon Warriors, für die er in der  Hong Kong Ice Hockey League spielte, bevor er 2013 zum Ligakonkurrenten South China Sharks wechselte. Nachdem er von 2014 bis 2017 für die Hong Kong Tycoons gespielt hatte, kehrte er zu den Warriors zurück. Von 2019 bis 2021 war er erneut für die Sharks aktiv, um dann wiederum zu den Warriors zu wechseln.

### International
Ho King Chi King nahm für die Eishockeynationalmannschaft von Hongkong am IIHF Challenge Cup of Asia 2009, 2010 und 2011 teil. 2011 gewann er mit seiner Mannschaft den Titel und wurde als bester Torhüter des Turniers ausgezeichnet. Bei der Weltmeisterschaft 2014, bei der die Hongkong-Chinesen erstmals seit 27 Jahren wieder teilnahmen, startete sein Team in der Division III und belegte auf Anhieb den vierten Platz unter sechs teilnehmenden Mannschaften. Ho wurde dabei zum besten Torhüter des Turniers und besten Spieler seiner Mannschaft gewählt. Auch bei den Weltmeisterschaften 2015, 2016, 2017 und 2018, den Winter-Asienspielen 2017 und der Olympiaqualifikation für die Winterspiele in Peking 2022 gehörte er zum Kader Hongkongs.

## Erfolge und Auszeichnungen
- 2011 Goldmedaille beim IIHF Challenge Cup of Asia
- 2011 Bester Torhüter des IIHF Challenge Cup of Asia
- 2014 Bester Torhüter der Weltmeisterschaft der Division III